# Gasteracantha sororna
Gasteracantha sororna är en spindelart som beskrevs av Butler 1873. Gasteracantha sororna ingår i släktet Gasteracantha och familjen hjulspindlar. Inga underarter finns listade i Catalogue of Life.